# Уолл, Роберт
Роберт Алан Уолл (Боб Уолл, англ. Robert Alan Wall, 22 августа 1939, Сан-Хосе, Калифорния — 30 января 2022, Лос-Анджелес) — американский актёр и мастер боевых искусств.

## Карьера

### Обучение
Уолл изучал окинавские боевые искусства под руководством Гордона Доверсола. В 1966 году вместе с чемпионом по карате Джо Льюисом открыл студию карате Sherman Oaks Karate Studio в Шерман-Оукс, Калифорния. В 1968 году Льюис продал свою долю в студии Чаку Норрису. Роберт Уолл снялся в ряде фильмов, в частности, в трёх фильмах с Брюсом Ли: в фильме 1972 года «Путь дракона», в 1973 году в роли О’Харры в «Выходе дракона»  и в 1978 году в «Игре смерти», последнем и незавершённом фильме Брюса Ли. Также отметился небольшими ролями в фильмах Чака Норриса, таких как «Кодекс молчания» (1985), «Идущий в огне» (1986) и «Герой и Ужас» (1988).
Уолл изучал различные боевые искусства у многих известных мастеров, в частности, он занимался дзюдо под руководством Джина Лебелла, окинавским сёрин-рю под руководством Джо Льюиса и бразильским джиу-джитсу под руководством братьев Мачадо.

### Конфликт со Стивеном Сигалом
Уолл отметился публичным соперничеством со Стивеном Сигалом, которое спровоцировало череду трений между ними в 1988—1992 годах. Конфликт начался, когда Сигал в интервью пренебрежительно отозвался в адрес Брюса Ли, Чака Норриса и других американских мастерах боевых искусств. Кульминацией его выпадов стали две статьи в журнале Black Belt, в которых Сигал утверждал, что готов драться насмерть с любым, кто верит, что сможет его победить.
Возмущённый поведением Сигала и оскорблённый его хвастовством, Уолл собрал группу мастеров боевых искусств, которые были готовы ответить на вызов и получили коллективное прозвище «Грязная дюжина» (отсылка к известному военному фильму 1967 года). В состав этой группы вошли Бенни Уркидес, Билл Уоллес, Говард Джексон, Роджер Карпентер, Аллен Стин, Джим Харрисон, Деннис Алексио, Ричард Нортон, Билли Робертсон, Пэт Берлесон и Уильям «Блинки» Родригес. В качестве потенциальных участников также назывались Джин ЛеБелл и Джерард Фино, и Кэрин Тёрнер рассматривался в качестве возможного промоутера одного или нескольких состязаний.
«Грязная дюжина» вызвала споры в сообществе боевых искусств, некоторые высмеивали их появление как чрезмерную ответную реакцию и пропаганду насилия. Позже ЛеБелл сообщил, что эта история нанесла ему профессиональный ущерб, что вынудило его покинуть группу, в то время как Уркидес и Берлесон, как сообщается, были недовольны концепцией группы. Однако несколько других участников заявили, что удовлетворены даже проведённой публичной кампанией, а Родригес заявил, что «просто не приняв наш вызов, Сигал дал понять, где находится».

### Другая работа
В 2009 году Уолл снялся в роли телохранителя в фильме «Кровь и кость».

## Личная жизнь и смерть
Уолл получил чёрный пояс 9-й степени при наставничестве Чака Норриса. Он был соучредителем и генеральным директором организации боевых искусств, известной как «World Black Belt Inc». В 1975 году Уолл написал книгу «Кто есть кто в боевых искусствах и справочнике черных поясов», первую в своём роде книгу для мастеров боевых искусств.
Роберт Уолл скончался 30 января 2022 года в возрасте 82 лет.

## Фильмография

### Фильмы
| Год     | Заголовок                      | Роль              | Примечания                                                                                  |
| ------- | ------------------------------ | ----------------- | ------------------------------------------------------------------------------------------- |
| 1972 г. | Путь дракона                   | Том/Фред          | По ходу действия фильма персонаж именуется Томом, но в финальных титрах он указан как Фред. |
| 1973 г. | Выход дракона                  | О’Хара            |                                                                                             |
| 1974 г. | Чёрный пояс Джонс              | Приспешники мафии | в титрах не указан                                                                          |
| 1978 г. | Игра смерти                    | Карл Миллер       |                                                                                             |
| 1981 г. | Входит ниндзя                  | бандит            | в титрах не указан                                                                          |
| 1985 г. | Кодекс молчания                | бандит            | в титрах не указан                                                                          |
| 1985 г. | Вторжение в США                | Винс              | в титрах не указан                                                                          |
| 1986 г. | Идущий в огне                  | Хосе              |                                                                                             |
| 1988 г. | Герой и Ужас                   | Уолл              |                                                                                             |
| 1992 г. | Парный удар                    | Боб Уолл          |                                                                                             |
| 2004 г. | Научный истребитель            | Диктор Лас-Вегаса |                                                                                             |
| 2009 г. | Кровь и кость                  | О’Хара            |                                                                                             |
| 2018    | Анатомия антигероя 3           | Мастер Боб        |                                                                                             |
| 2020    | В поисках графа Данте          |                   |                                                                                             |
| 2020    | Анатомия антигероя: Искупление | Мастер Уолл       |                                                                                             |